# Arrondissement sud-ouest (Maastricht)
L’arrondissement sud-ouest, en néerlandais stadsdeel Zuid-West, est un des cinq arrondissements de Maastricht.

## Subdivisions
Il se subdivise en plusieurs quartiers. Ces quartiers sont les quartiers de Biesland, Campagne, Jekerdal, Sint-Pieter, Villapark et Wolder.

## Sources